# 橋本遊廓

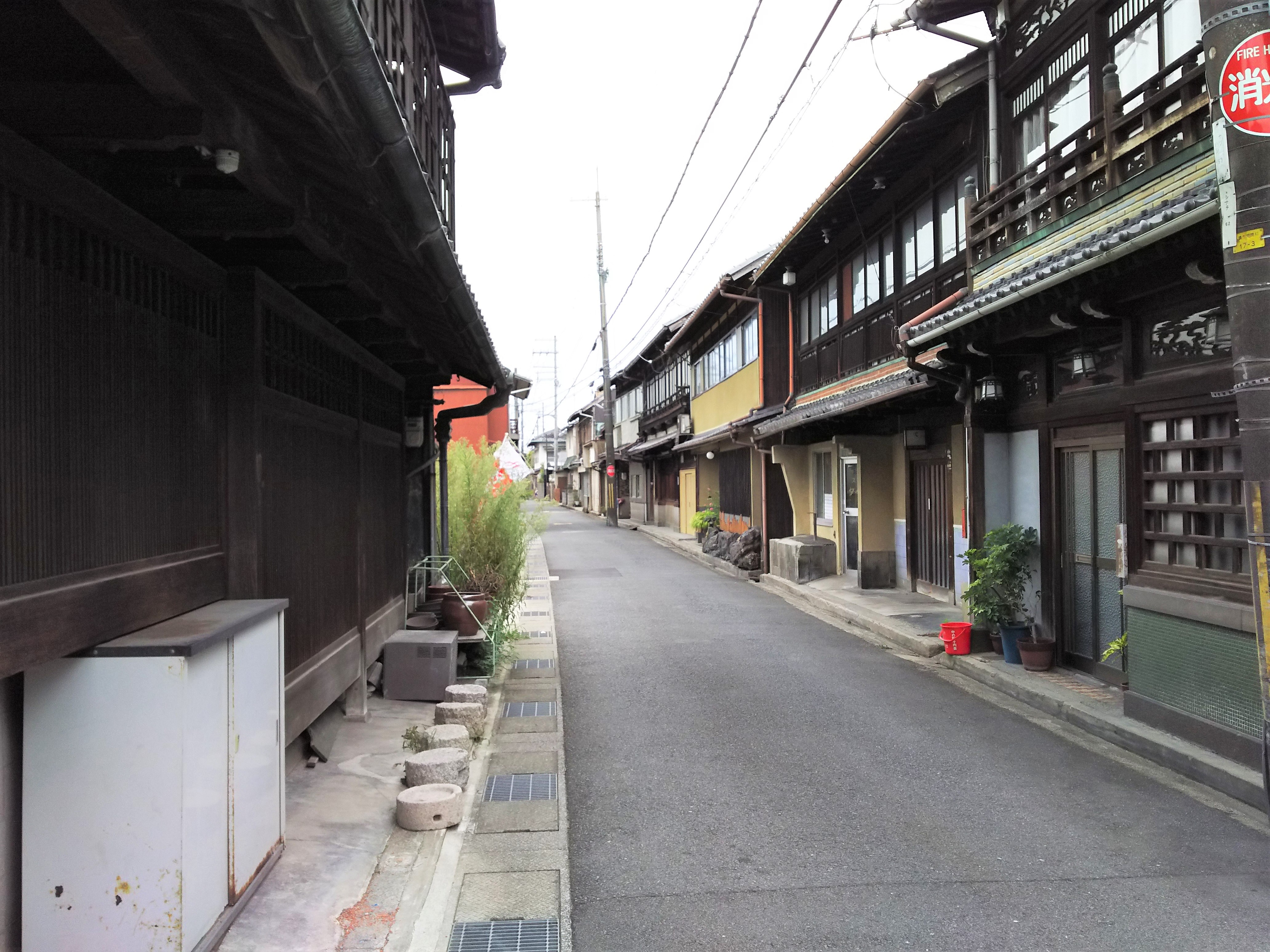
橋本に残る遊廓時代からの建築

橋本遊廓（はしもとゆうかく）は、京都府綴喜郡八幡町字橋本（現・八幡市）にかつて存在した遊廓。1930年（昭和5年）に刊行された『全国遊廓案内』では八幡町遊廓として記載がある。

## 概要
橋本は淀川南岸にあり、京と大阪を結ぶ京街道の宿場町であったが、幕末の鳥羽・伏見の戦いで焼け、さらに明治9年（1876年）に東海道本線が淀川北岸に開通したことで衰退し、明治初期に一度途絶えた遊里を再興した。1910年（明治43年）、淀川南岸に京阪本線が開通すると電車が客を運んだ。1930年（昭和5年）に刊行された『全国遊廓案内』によると、
最盛期の1937年頃には約90の貸座敷が並び、娼妓600人程度がおり、昭和恐慌で疲弊した農村で身売りを余儀なくされた女性が多く働いた。
1958年（昭和33年）、売春防止法が施行された。遊郭からの税収は八幡町の町民税の3分の1を占めるほど大きかったが、赤線が廃止されて遊廓は街から姿を消した。妓楼の経営者たちは建物をそのまま再利用できるアパート経営、旅館、料亭などへ転業した。

## 現況
駐車場になろうとしていた旧橋本遊廓の妓楼建築の旧三桝楼を、中国東北部出身の女性が購入した。女性は「こんなに日本文化が残る建物をつぶしてはもったいない」と旧三桝楼の購入を決めたという。女性は来日してから30年が過ぎ、既に日本国籍を取得していたが、中国出身という理由で建物の売買に反対する地域住民もいた。
旧三桝楼は、大掛かりな改修工事を経て2020年（令和2年）に「旅館・橋本の香」としてオープンした。女性は旅館・橋本の香に続き、旧第二友栄楼という屋号の橋本遊廓で最も古い築120年の物件を借金をして購入した。旧第二友栄楼だった建物は2021年（令和3年）に中国茶カフェ「美香茶楼」に生まれ変わった。
地元では、日本が貧しかった時代の負の側面を含めて歴史や名残を伝えていこうとする動きもあって街歩きツアーが行なわれているが、遊郭の存在を忘れたいという住民もおり、2020年には遊里再興を記念して1937年に建てられた碑を京阪橋本駅前の整備に伴いどうするかで論争が起き、移設された。